# 岩豚鼠
岩豚鼠（學名：Kerodon rupestris）是岩豚鼠屬下的一種齧齒動物，原産於巴西東部皮奧伊州到米納斯吉拉斯州的地區內。後來被引入費爾南多·迪諾羅尼亞群島。